# Кравченко Сергій Іванович (політик)
Кра́вченко Сергі́й Іва́нович(* 11 квітня 1960, Хотин, Чернівецька область, Українська РСР, СРСР) — український політик, мер Луганська від Партії регіонів.

## Життєпис
Народився 11 квітня 1960 року в Україні у м. Хотин, Чернівецької області.

### Освіта
З 1977 року по 1982 рік навчався і закінчив з відзнакою Омське вище танкове інженерне ордену Красной Звезды училище імені Маршала Радянського Союзу Кошевого П. К., присвоєна кваліфікація офіцера з вищою військовою спеціальною освітою інженера-механіка, за спеціальністю гусеничні та колісні машини.
З 2000 року по 2001 рік — Харківський філіал Української Академії державного управління при Президентові України за спеціальністю державне управління, присвоєна кваліфікація магістра державного управління.

### Трудова діяльність
Проходив військову службу у Збройних Силах на офіцерських посадах: з 1982 по 1987 роки — у Центральній групі військ, у Чехословаччині; з 1987 по 1993 роки — у Артемівському районному військовому комісаріаті м. Луганська з 1993 по 1998 роки — Кам'янобрідський районний військовий комісар м. Луганська.
Має військове звання підполковник.
З 1998 року — військовослужбовець, який командирований до роботи в органи місцевого самоврядування у зв'язку з обранням головою Кам'янобрідської районної ради у м. Луганську.
З травня 1998 року по теперішній час працює головою Кам'янобрідської районної ради у м. Луганську.

### Громадська діяльність
З 1994 по 1998 роки — депутат Кам'янобрідської районної ради у м. Луганську 22 скликання. З 1998 року обраний головою Кам'янобрідської районної ради у м. Луганську 23, 24 скликання. У квітні 2006 обраний головою міста Луганська.
На парламентських виборах 2002 року балотувався в народні депутати по 105 виборчому округу.
Член Партії регіонів. У 2003 році обраний першим заступником голови Луганського обласного відділення Партії регіонів. З січня 2005 року обраний головою Луганської міської організації Партії регіонів.

## Родина
Одружений, дружина — Кравченко Світлана Євгеніївна, народилася 06.07.1961 року у Луганську, домогосподарка;
донька — Кравченко Катерина Сергіївна, народилася 14.02.1988 року.

## Діяльність під час проросійських виступів 2014 року
Був одним з організаторів «Антимайданів» — акцій на підтримку діючої тоді влади Віктора Януковича, які проводилися у різних містах України як відповідь на Євромайдан. Коли у квітні 2014 вхід у будівлю Луганської міської ради захопили бойовики, Сергій Кравченко заявляв, що це не заважає працівникам виконкому виконувати свої обов'язки. 11 травня у Луганську пройшов нелегітимний псевдореферендум за незалежність Луганської області від України.
7 серпня 2014 року бійці батальйону «Айдар» на одному з блокпостів у м. Щастя затримали Сергія Кравченка, який намагався непоміченим виїхати з території, що контролювалася проросійськими бойовиками «зеленим коридором» для біженців.